# Гушкевич Юрій Петрович
Юрій Петрович Гушке́вич (нар. 20 лютого 1956, Лукавці) — український живописець і педагог; член Національної спілки художників України з 1999 року (голова її Чернівецької обласної організації з 23 травня 2016 року).

## Біографія
Народився 20 лютого 1956 року в селі Лукавцях Вижницького району Чернівецької області (нині Україна). 1974 року закінчив Чернівецьке професійно-технічне училище № 5, де здобув спеціальність маляра-альфрейника. Під час практики опановував техніки настінного розпису та мозаїки. Потім працював у Київських науково-реставраційних майстернях, де брав участь у реставрації Софії Київської, Кирилівської та Андріївської церков, удосконалював своє вміння у малярних, альфрейних роботах, золоченні тощо.
Під час строкової служби в Радянській армії у 1976 році відвідував вечірні курси образотворчого мистецтва при Студії військових художників імені Грекова в Москві. 1982 року закінчив художньо-графічний факультет Одеського педагогічного інституту, де навчався у Івана Логвина, Віктора Єфименка.
З 1982 року — у Чернівцях, де працював викладачем художніх дисциплін Чернівецького професійно-технічного училища № 5; протягом 1998—2005 років очолював методичне об'єднання художньо-реставраційного профілю даного навчального закладу; спеціаліст вищої категорії; педагогічне звання «викладач-методист». Мешкає у Чернівцях в будинку на вулиці Котляревського, № 4.

## Творчість
Працює у галузі станкового живопису, пише пейзажі, портрети, натюрморти. Серед робіт:
- «Мати» (1983);
- «Колега» (1986);
- «Село восени» (1990);
- «Квіти осені» (1990);
- «Буковинський мотив» (1992);
- «Краєвид із коровою» (1992);
- «Натюрморт із грушею та яблуком» (1993);
- «Теплий день» (1994);
- «Натюрморт на червоному» (1995);
- «Гірське селище» (1996);
- «Біля стрімкої гори» (1996);
- «Дружина» (1998);
- «Гарбузове поле» (1999);
- «Одинокий півень» (2000);
- «На полі» (2001);
- «Тихесенько вітер віє» (2003);
- «Натюрморт із рибами» (2003);
- «Пожовкло» (2004);
- «Повіває осінь» (2005);
- «Портрет студента Василя» (2009).

Бере участь у всеукраїнських та міжнародних (Австрія, Німеччина, Румунія, Російська Федерація) мистецьких виставках з 1990 року. Персональні виставки відбулися у Чернівцях у 1996, 2011, 2016 роках.
Роботи художника зберігаються у Національному музеї Тараса Шевченка у Києві, Чернівецькому обласному художньому музеї, Чернівецькому обласному краєзнавчому музеї, Сучавському історичному музеї в Румунії та приватних колекціях.

## Відзнаки
- Нагрудний знак МОН України «Відмінник освіти» (2001)[5];
- Премія педагогічним працівникам загальноосвітніх, професійно-технічних, дошкільних та позашкільних навчальних закладів (2011)[7];
- Чернівецька обласна премія імені Одарки Киселиці (2016)[5].